# Luna 13
Luna 13 (rusky Луна 13) byla další sonda ze Sovětského svazu, z programu Luna, která roce 1966 přistála na Měsíci a na Zem vyslala snímky z jeho povrchu. V katalogu COSPAR byla později označena jako 1966-116A.

## Popis sondy
Typ E-6M byl vyroben jako všechny Luny počínaje Lunou 9 v konstrukčním středisku OKB Lavočkina v Chimkách.
Základem konstrukce tříosé stabilizované sondy byl raketový kapalinový motor napojený přes čerpadla na nádrže s pohonnými hmotami. Další tři motorky byly umístěny po straně na nosnících, dále tu byly nádržky na stlačený dusík používaný pro korekční motorky. Díly byly sestaveny do pouzder, pouzdro s nepotřebnými částmi (např. vybité baterie) bylo před příletem k Měsíci odhozeno kvůli dosažení nižší váhy. Pak zde bylo pouzdro se systémem orientace sondy podle Slunce, Měsíce a Země. Přistávací, téměř kulové pouzdro o hmotnosti 112 kg bylo vybaveno anténami, systémem regulace teploty, opticko-mechanickou aparaturou, půdoměrem a hustoměrem. Hmotnost celé sondy byla 1700 kg.

## Průběh mise
Start nosné rakety Molnija se sondou byl dopoledne 21. prosince 1966 z kosmodromu Bajkonur. Nejprve byla vynesena na nízkou oběžnou dráhu 171–223 km nad Zemí (též uváděna jako parkovací). Den po startu byla provedena korekce letu, sonda byla navedena k Měsíci. O další dva dny později, navečer 24. prosince byl zapálen brzdící motor a chvíli poté na povrchu přistálo přístrojové pouzdro. Bylo to v oblasti Oceanus Procellarum (blízko kráterů Seleucus a Krafft). Odpoledne 25. prosince sonda začala s přenosem prvních snímků. Další byly pořízené s odlišnými záběry (panoramatické) a na Zem vyslané druhého dne. Mimo to byly vysílány naměřené údaje snímané přístroji pouzdra.
Do 30. prosince, kdy se baterie vybily a sonda s odesíláním údajů přestala, bylo na Zem odesláno pět panoramatických snímků z povrchu. Mise byla úspěšná.